# Freeserver
Freeserver („neoficiální server“, slang. „fríčko“) je server, který slouží k bezplatnému, soukromému či neoficiálnímu chodu aplikací, nejčastěji her. Je chápán jako protiklad oficiálního serveru. 

## Hry
Mnoho hráčů si pod pojmem freeserver představí server, který poskytuje možnost on-line hraní, aniž by za to musela být odvedena nějaká protislužba (např. zaplacení měsíčního poplatku, originální verze hry atp.). Pro freeservery jsou vytvářeny i speciální emulátory pro chod her, např. MaNGOS pro World of Warcraft, či RunUO pro Ultimu Online.
Výhody herních freeserverů oproti oficiálním serverům
- bezplatné hraní
- uzavřenější komunita

Nevýhody herních freeserverů oproti oficiálním serverům
- velmi často nižší kvalita serverového počítače (oficiální servery používají výhradně soustavy supervýkonných počítačů, zaměřených pouze na jednu činnost, což zajišťuje nerušený chod hry)
- bugy
- lagy

Nejvyužívanější freeservery slouží k hraní on-line her – nejvíce MMORPG her (např. World of Warcraft, Lineage, Warhammer, Ultima Online) a strategií (např. série Warcraft, Battle for Middle Earth, Starcraft aj.)